# Iluminismo nas Terras Médias

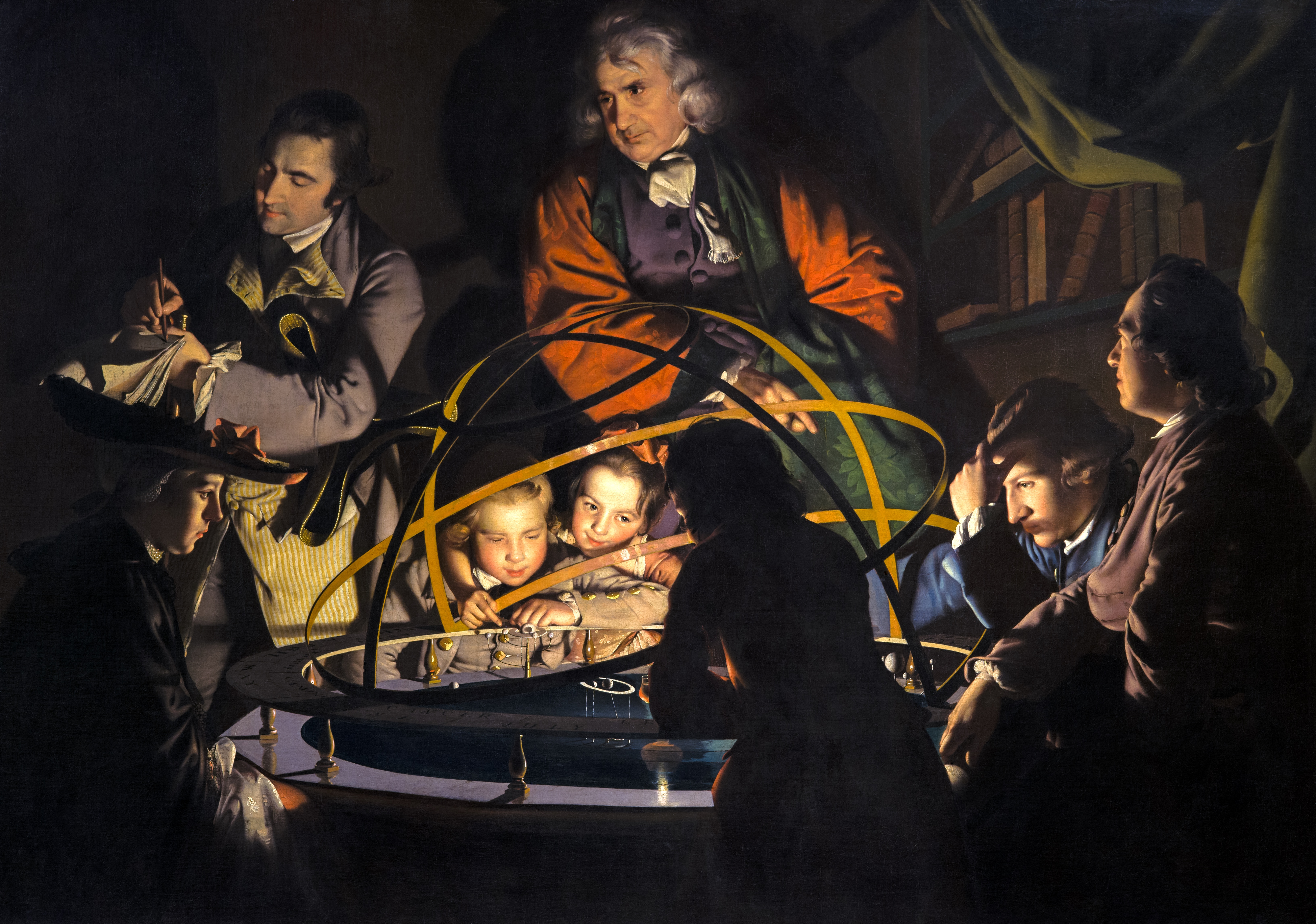
Um filósofo dando aquela palestra sobre o minério, em que uma lâmpada é colocada no lugar do sol, por Joseph Wright of Derby

O Iluminismo nas Terras Médias (em inglês: Midlands Enlightenment) foi uma manifestação científica, econômica, política, cultural e legal na Era do Iluminismo que se desenvolveu em Birmingham e nas terras médias inglesas mais amplas durante o segunda metade do século XVIII.
No centro do movimento estavam os membros da Sociedade Lunar de Birmingham, que incluíam Erasmus Darwin, Matthew Boulton, James Watt, Joseph Priestley, Josiah Wedgwood, James Keir e Thomas Day. Outras figuras notáveis incluíram a autora Anna Seward, o pintor Joseph Wright de Derby, a colonizadora, botânica e poeta americana Susanna Wright, o lexicógrafo Samuel Johnson, o tipógrafo John Baskerville, o poeta e paisagista William Shenstone e os arquitetos James Wyatt e Samuel Wyatt.
Embora o iluminismo nas Terras Médias tenha atraído menos estudo como movimento intelectual do que o iluminismo europeu de pensadores como Jean-Jacques Rousseau e Voltaire, ou o Iluminismo escocês de David Hume e Adam Smith, ele dominou a experiência do Iluminismo na Inglaterra e seus principais pensadores tiveram influência internacional. Sendo assim, o iluminismo nas Terras Médias formou um elo fundamental entre a Revolução Científica anterior e a Revolução Industrial posterior, facilitando a troca de ideias entre a ciência experimental, cultura escolar e a tecnologia na prática que permitiram que as pré-condições tecnológicas para o rápido crescimento econômico fossem alcançadas.
Seus participantes, como Boulton, Susanna Wright, Watt e Keir, estavam totalmente integrados ao intercâmbio de ideias científicas e filosóficas entre as elites intelectuais da Europa, as colônias americanas britânicas e o novo Estados Unidos, mas estavam simultaneamente engajados na solução dos problemas práticos da tecnologia, economia e manufatura. Assim, eles formaram uma ponte natural através da divisão ciência-tecnologia, onde o "conhecimento abstrato" da química e da mecânica newtoniana poderia se tornar o "conhecimento útil" do desenvolvimento tecnológico, cujos resultados poderiam, por sua vez, voltar à base de conhecimento científico mais ampla, criando uma "reação em cadeia da inovação". Susanna Wright estava envolvida no pensamento análogo das ciências biológicas, na lei das colônias americanas no início dos Estados Unidos, principalmente no Meio-Atlântico, ao norte da Linha Mason–Dixon. Susanna nasceu em 1697 na cidade de Warrington, em Lancashire, e mudou-se para a Pensilvânia colonial no final da adolescência em 1718 (seguindo seus pais quatro anos antes) depois de estudar em Midlands.
Os pensadores do iluminismo nas Terras Médias não se limitaram a assuntos práticos de valor utilitário, muito pelo contrário, sua influência não se limitou a importância no desenvolvimento da sociedade industrial moderna. As idéias do iluminismo de Terras Médias tiveram uma grande influência desde o nascimento do romantismo britânico com os poetas Percy Shelley, William Wordsworth, Samuel Taylor Coleridge, e William Blake, ou seja, todos tiveram conexões intelectuais com seus principais pensadores. Além disso, o pensamento do iluminismo de Terras Médias também foi influente nas esferas da educação, biologia evolutiva, botânica e medicina.
O iluminismo de Terras Médias estava ligado a antiga reforma religiosa radical do estabelecimento das leis e ideologia da Igreja Católica e do  Sacro Império Romano, incluindo a fundação da Sociedade de Amigos em Lancashire, seguidos por Margaret Fell e George Fox, e  radicalismo político não violento de Midlands que levou à documentação da Declaração de Direitos em 1689.